# 2002 WL21
2002 WL21, também escrito como 2002 WL21, é um objeto transnetuniano que está localizado no Cinturão de Kuiper, uma região do Sistema Solar. Este corpo celeste é classificado como um cubewano. Ele possui uma magnitude absoluta de 7,7 e tem um diâmetro estimado com 106 km.

## Descoberta
2002 WL21 foi descoberto no dia 28 de novembro de 2002.

## Órbita
A órbita de 2002 WL21 tem uma excentricidade de 0,042 e possui um semieixo maior de 43,251 UA. O seu periélio leva o mesmo a uma distância de 41,435 UA em relação ao Sol e seu afélio a 45,067 UA.